# Nathan Divinsky
Nathan Divinsky   (Winnipeg, 29 d'octubre de 1925 - Vancouver, 17 de juny de 2012) fou un matemàtic, jugador, organitzador, i escriptor d'escacs canadenc, conegut també perquè va estar casat amb la 19a Primer Ministre del Canadà, Kim Campbell. Divinsky i Campbell estigueren casats del 1972 al 1983. Divinsky va tenir un rol molt important en l'aspecte organitzatiu en l'àmbit escaquístic al Canadà durant els anys 1950 i anys 1960.

## Matemàtic
Nascut a Cornwall (Ontario), va anar a viure a Winnipeg pocs anys després. Es va graduar en Ciències a la Universitat de Winnipeg el 1946. Va obtenir un Màster en Ciències el 1947 i un doctorat en Matemàtica el 1950 a la Universitat de Chicago.
Divinsky va treballar com a professor de matemàtica a la Universitat de la Colúmbia Britànica. També va col·laborar en temes relatius a la matemàtica i els escacs en un programa al Discovery Channel del Canadà, actualment anomenat Daily Planet. Durant les primeres dues edicions del programa, presentava un concurs setmanal centrat en els puzzles matemàtics.

## Carrera escaquística
Divinsky empatà als llocs 3r-4t al Campionat d'escacs del Canadà, Toronto 1945, amb 9.5/12, amb John Belson; els guanyadors ex aequo foren Daniel Yanofsky i Frank Yerhoff amb 10.5/12 punts. Al Campionat del Canadà de 1951, celebrat a Vancouver, hi puntuà 6/12, empatant als llocs 5è-7è. Ha representat el Canadà dos cops a les Olimpíades d'escacs, el 1954 a Amsterdam (segon tauler suplent, 0.5/1), i el 1966 a l'Havana (segon tauler suplent, 4.5/8).
Va treballar durant 15 anys, en el període 1959-1974, com a editor de la revista Canadian Chess Chat. Ha jugat un rol important en l'organització d'esdeveniments escaquístics al Canadà des dels anys 1950. Fou el representant del Canadà a la FIDE (la Federació Mundial d'Escacs), el 1987, i altre cop a mitjans dels 2000, i és membre del Canadian Chess Hall of Fame.
També ha escrit diversos llibres sobre escacs. L'historiador dels escacs Edward Winter fou molt crític, el 1992, amb The Batsford Chess Encyclopedia de Divinsky, i la titllà de "A Catastrophic Encyclopedia" (una enciclopèdia catastròfica). El 2008, Winter va seleccionar aquesta obra com un dels cinc pitjors llibres d'escacs en anglès de les dues últimes dècades. La seva crítica, de 1989, sobre el llibre de Divinsky i Raymond Keene Warriors of the Mind va ser també bastant negativa.

## Matrimoni amb Kim Campbell
Divinsky va conèixer Kim Campbell, 22 anys més jove, mentre ella era una estudiant de la Universitat de la Colúmbia Britànica a les darreries dels anys 1960. La seva relació va continuar mentre Campbell es preparava per graduar-se a la London School of Economics, i es van casar el 1972. Divinsky es va involucrar en l'administració de la UBC, fou membre de la Vancouver School Board, i influencià en l'interès en l'activitat política de Campbell. Es varen divorciar el 1983, sense fills.